# Taizō Mikazuki

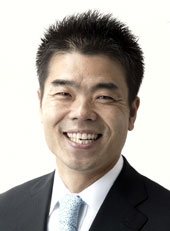
Taizō Mikazuki, 2009

Taizō Mikazuki (japanisch 三日月 大造 Mikazuki Taizō; * 24. Mai 1971) ist ein japanischer Politiker, seit Juli 2014 Gouverneur von Shiga und ehemaliger Abgeordneter im Shūgiin, dem Unterhaus des nationalen Parlaments.
Nach seiner Schulzeit in der Stadt Ōtsu studierte Mikazuki an der wirtschaftswissenschaftlichen Fakultät der Hitotsubashi-Universität in Tōkyō. Nach seinem Abschluss 1994 wurde er Mitarbeiter der JR Nishi-Nihon (engl. JR West), wo er sich in der Unternehmensgewerkschaft (JR Nishi-rōso), dann auch der JR Rengō engagierte, einem der Nachfolgeverbände der Staatsbahngewerkschaften. In beiden Gewerkschaften leitete er 1999 den Ausschuss bzw. die Ausschüsse für Jugend und Frauen. 2002 verließ er die JR Nishi-Nihon und besuchte das Matsushita seikei-juku.
Bei der Shūgiin-Wahl 2003 kandidierte er für die Demokratische Partei im 2002 neu zugeschnittenen Wahlkreis Shiga 3 und gewann mit 48 % der Stimmen. 2005 und 2009 wurde er wiedergewählt. Bei der Shūgiin-Wahl 2012 unterlag er um rund 4.000 Stimmen dem Liberaldemokraten Nobuhide Takemura, gewann aber einen Sitz im Verhältniswahlblock Kinki. Während der Regierungszeit der Demokraten war er im Ministerium für Land und Verkehr Staatssekretär (daijinseimukan) unter dem Kabinett Hatoyama und Vizeminister (fukudaijin) für das Kabinett Kan.
Im Frühjahr 2014 erklärte er seine Kandidatur für die im Sommer turnusgemäß bevorstehende Gouverneurswahl in Shiga. Gouverneurin Yukiko Kada erklärte im Mai, nach zwei Amtszeiten nicht erneut zu kandidieren und  nun seinen Wahlkampf zu unterstützen. Mikazuki verließ die Demokratische Partei und trat als Abgeordneter zurück, Nachrücker wurde Tatsuo Kawabata, ebenfalls aus Shiga. Wichtigster Gegenkandidat bei der Gouverneurswahl war der ehemalige Beamte Takashi Koyari, der von den Regierungsparteien auf nationaler Ebene unterstützt wurde. Nach einem relativ intensiven Wahlkampf unter anderem um die Bewertung der Regierungszeit Kadas, die Atomkraft, vor allem die Wiederinbetriebnahme der Kraftwerke im benachbarten Fukui, die Verfassungs- und Sicherheitspolitik (Artikel 9) und einen von Kada abgelehnten zusätzlichen Shinkansen-Anschluss für Shiga setzte sich Mikazuki bei der Wahl am 13. Juli knapp durch: Er erhielt 253.728 Stimmen (46,3 %), Koyari 240.652 (43,9 %), der kommunistische Kandidat Ikuo Tsubota 53.280 Stimmen (9,7 %). In der Hauptstadt Ōtsu, den Städten Nagahama und Takashima sowie in den Landkreisen Shigas erhielt Koyari mehr Stimmen als Mikazuki, aber dieser erzielte in den übrigen kreisfreien Städten einen hinreichen großen Stimmenvorsprung, um die Wahl für sich zu entscheiden. 2018 und 2022 wurde Mikazuki jeweils gegen nur einen, kommunistischen Herausforderer mit über 80 % der Stimmen wiedergewählt.